# ダース・ベイダー
ダース・ベイダー（Darth Vader）は、SF映画『スター・ウォーズ』シリーズに登場する架空の人物。このシリーズにおける代表的なアンチヒーローでもある。日本語名には表記揺れとして「ダース・ヴェイダー」と「ダース・ベーダー」が見られる。
本名およびジェダイの騎士であった頃の名はアナキン・スカイウォーカーで、天性の才能の持ち主に加えて優れた戦闘能力、技術力に長けた騎士であったが、フォースの暗黒面に堕ち、銀河帝国皇帝パルパティーン（ダース・シディアス）に師事する「シスの暗黒卿」となる。かつての師オビ＝ワン・ケノービとの決闘で重傷を負ったためにサイボーグ化され、常に生命維持装置と連動した黒いマスク（仮面）とスーツを着装している（呼吸音も参照）。

## 概要
エピソード4～6にかけては皇帝の手足となって、帝国の支配と恐怖の体現者としての役回りを担っており、ジェダイの生き残りと帝国への抵抗を試みる勢力に対する脅威を与える存在として立ち回っている。そこから実子のルーク・スカイウォーカーとの対面を経て、善の心（すなわちアナキンとしての心）を取り戻すまでの経緯が描かれ、エピソード1～3にかけては上記のアナキンとして登場し、生い立ちやジェダイになるまでの経緯と自身の苦悩から、フォースの暗黒面に堕ちるまでの経緯が描かれた。
その人生は、正にジェダイの予言にある「フォースにバランスをもたらす者」を体現した者であった。なお『スター・ウォーズ』シリーズにおけるジェダイの騎士およびシスの暗黒卿の中でも最強のフォースの持ち主とされるのは、ジョージ・ルーカスによるとオビ＝ワンとの決闘で敗れて大火傷を負いサイボーグになる前の五体満足な状態で、その潜在能力のすべてを開花させた彼であったとのこと。

## 作中での動向

### 旧共和国時代
ジェダイ時代のアナキンは、愛する者を守りたいという純粋な願望と若さ故の激情から、ジェダイの掟を何度となく破ってしまう。特に、妻パドメ・アミダラが死の運命にあるという予知夢を見た後は、妻を救う力を得たいと願うあまりにシスの暗黒卿ダース・シディアス（後の銀河帝国皇帝）の「妻を救えるかもしれない」という甘言に屈し、ジェダイ・マスターのメイス・ウィンドゥ殺害に手を貸してしまい、引き返す道を絶たれた状態でシスの暗黒卿へと転向して「ダース・ベイダー」という名前を与えられた。その直後、秩序を取り戻すという名目でクローン兵のアポーが率いるクローン・トルーパー第501大隊を指揮してジェダイ聖堂を襲撃、そこにいた子供を含む全てのジェダイとその弟子・訓練生を虐殺、さらにパルパティーンの命により、辺境の惑星ムスタファーで独立星系連合の幹部たちも抹殺した。
完全に後戻りできなくなったアナキンは、この時点で目的が「妻を救う」から「銀河を支配し自分たちの障壁を排除する」というものになっており、彼の身を気遣ってムスタファーを訪れたパドメ・アミダラに、シディアスをも倒し、自分と共に銀河を支配し思うがままに生きようと誘う。しかし彼女が暗黒面に魅了され様変わりしてしまった彼を否定し、彼の誘惑を拒絶したこと、さらに、彼女の意図したものではないとはいえその場にオビ＝ワン・ケノービを連れて来ていたため、オビ＝ワンに自分を殺させに来たという誤解により、彼は怒りに任せて非力なパドメにフォースチョークを行使し、昏倒させてしまう。そしてかつての師に怒りの矛先を向けて戦いを挑む。暗黒面の力を得たが、このときのアナキンは冷静さを欠いており、熟練したオビ＝ワンの戦法に思うままに攻撃できず、地の利を得たことで挑発をしたオビ＝ワンの誘いにのってしまい、飛び込んで攻撃に移る一瞬の隙を突かれ、オビ＝ワンのライトセーバーで左腕と両足を切り落とされ敗北。暗黒面に堕ちたかつての弟子を哀れむオビ＝ワンに対し、彼はもはや激しい憎しみしか抱いていなかった。溶岩流からの高熱で服が発火して全身に大火傷を負い、自発呼吸も不可能な体となってしまった（ただし、『帝国の逆襲』の劇中、帝国軍の旗艦「エクゼキューター」の瞑想チェンバーで、マスクを外して自発呼吸をしているシーンがある）。
弟子の危機を察して駆けつけたシディアスにより直ちに救出され、サイボーグ化手術を施されたことで辛うじて一命は取り留めたものの、シディアスの期待していた「自身やヨーダをも超えるほどの可能性を秘めたフォースの潜在能力」は戦傷と火傷により生身の肉体の大半が失われたためにそのすべてを開花させることはできなくなってしまった。だが、この体験に加えて自らが手に掛けたことと、彼が暗黒面に堕ちてしまったことによる絶望でパドメが死亡してしまったことで深い虚無感を抱くようになり、物事の全てに対する興味もなくしたことで、「アナキン」として抱くことが多かった強い執着や迷いが一切なくなり、皮肉にも全く隙の無い性格となった。また暗黒面のフォースを学んだことで、開花することのなかった潜在能力を差し引いても依然高い実力を保っており、他のジェダイの追随を許さぬほどであった。そのため皇帝もルーク・スカイウォーカーというかつての彼に比肩する才能が現れるまでの長い間、新たな弟子を取ることもなく自身の右腕として利用し、生き残ったジェダイや銀河帝国の抵抗勢力に対し重大な脅威を与えることとなった。

### 銀河帝国時代
以降は帝国軍の指揮官として反乱同盟軍によるレジスタンス活動の制圧に従事することとなり、『反乱者たち』ではその反乱軍として働いていたジェダイの生き残りであるケイナンとその弟子エズラを圧倒し、さらにかつての自身の弟子であるアソーカ・タノとも再会、交戦している。『ローグ・ワン』から『エピソード4/新たなる希望』にかけては反乱軍が入手したデス・スターの設計データを奪還のために動き、執拗な追撃の末その設計データを隠し持っていたとされるレイア姫を捕らえ、彼女を救うべくデス・スターに侵入したオビ＝ワンも倒すが、結局データは反乱軍本部の手に渡り、攻撃を仕掛けてきた反乱軍に対してデス・スターを守るため自らTIEアドバンストx1に乗ってこれを迎え撃つも最終的にはデス・スターの破壊を許してしまう結果となる。
デス・スターの破壊によって、治安の悪いアウター・リムを統治していたターキン総督をはじめとする権力者たちが一気に死亡、各地で反乱の火の手が上がり、反乱同盟軍が急速に勢力を拡大した。皇帝はこれを鎮圧すべく、『エピソード5/帝国の逆襲』において、ベイダーにあらゆる政治的束縛、手続、規制を受けない特権を与え、また第一級の艦船からなる機動艦隊「死の小艦隊」の指揮を任せた。反乱の追撃・鎮圧にあたるベイダーの行動は冷徹かつ迅速確実で、部下の失態にも容赦がなく、ケンダル・オゼル提督などがフォース・チョークで処刑されている。クラウド・シティで息子と対面してからはその傾向はなくなっており、一度もフォース・チョークで処刑していない（『エピソード6』の第2デス・スターの未公開シーンでは、部下をフォース・チョークで処刑しようとして思いとどまるシーンがある）。
四肢を失い大火傷を負ったことで、皇帝やヨーダをも遥かに超える可能性を秘めたフォースの潜在能力をすべて開花させることはできなくなったが、依然その戦闘能力やパイロット技術は高く、モールですら「俺だけではベイダーに勝てない」と評するほどであった。そのこともあり長らく皇帝は新たな弟子に乗り換えることはなかった。しかしながら、それは同時に、ベイダー自身では皇帝を超えることが叶わず、自らが銀河を統治し不毛な争いを終わらせるという野望が叶わぬという事実を示すことでもあった。
そんな折、息子であるルーク・スカイウォーカーと出会い、皇帝すらも凌ぐ可能性を秘めた類稀なる才能に目をつける。対決したルークを打ち負かし、自身がルークの父親であることを告げて自らの手ほどきでフォースの暗黒面に引き込み、まだ開花していないルークの潜在能力を解放させようと目論んで、皇帝を倒し親子で銀河を支配しようと誘いかけるも拒否されてしまう。それに対して既にベイダーの野心とルークの高い潜在能力に気付いていた皇帝は、ルークをベイダーに代わる新たな弟子として迎えるべくベイダーとルークの決闘を仕組んだ。この戦いの最中ベイダーは不用意な言動でルークを逆上させ、激情に任せたルークの激しい攻撃によりライトセーバーごと右手首を切り飛ばされ敗れてしまう。ルークが激情に走り怒りと憎しみに任せてベイダーを打ち倒したのを見計らった皇帝はルークに対してもはや完全に戦意を喪失したベイダーを殺害するように教唆する。これはかつて皇帝がベイダーを暗黒面に籠絡するために無力化した相手を殺害させたのと全く同じ計略である。しかしルークのとった行動は、追い詰められたドゥークー伯爵の命を奪った若き日のベイダーとは全く違う、ジェダイの騎士としてあくまでも毅然としたものであり、その証拠にライトセーバーを投げ捨てて一切の攻撃の意思がないことを証明した。そしてルークの、「僕は暗黒面には入らない。僕はジェダイだ、かつて父がそうだったように。」という真摯な言葉と、皇帝の放つ強烈なフォース・ライトニングに撃たれながらも、なおも父の良心を信じ続ける必死の叫びに心を打たれて、かつてのジェダイの騎士であった頃のアナキン・スカイウォーカーとしての心をようやく取り戻したベイダーはついにジェダイ騎士への帰還を果たし、捨て身の覚悟で皇帝を第2デス・スターの原子炉へと続く中央動力ケーブル坑に投げ落として倒した。ここにかつてクワイ＝ガン・ジンにより見出されたフォースにバランスをもたらす「選ばれし者」としての使命を果たしたのである。
しかしその最中、皇帝のフォース・ライトニングを受けて生命維持装置を破壊されてしまったことで、ベイダーの命も風前の灯となってしまう。息も絶え絶えに、もはや立つのもやっとの状態のままルークに肩を預けての脱出の最中、マスクを外せばすぐに絶命するような危険な状態にも係わらず「直接、自分の目でお前の顔を見たい」と瀕死のベイダーはルークにマスクを外してもらい、自身の肉眼でようやく息子の成長した姿を見届けて、自身を暗黒面から救い出してくれたことに深く感謝を示しながら、息子の腕の中で静かに息を引き取った。この際「娘に愛していたと伝えてくれ」とルークに頼んでいることから、もしも普通の“父親”となっていれば、愛情を持って子供を育てていたと思われる。遺体はルークの手で第2デス・スターから無事に運び出されてエンドアで荼毘に付され、その霊魂はフォースと一体となる。オビ＝ワンやヨーダと共にダース・ベイダーではなく本来あり得たであろう“父親”としての姿で戦いを終えたルークたちを静かに見守ることとなった。この時遺体と共にベイダーの装甲服やヘルメットは燃やされたが、ヘルメットの残骸だけは燃え残ったようであり、エンドアの戦いから約30年後の『スター・ウォーズ/フォースの覚醒』ではハン・ソロとレイア・オーガナの息子にしてベイダーの孫であり、祖父ベイダーのようにフォースの暗黒面に堕ちたカイロ・レンが、自身の宝物として密かにヘルメットの残骸を所有していた。

### 帝国軍における地位
銀河帝国成立時から長らく皇帝の右腕として活躍した彼であるが、その地位は最初から必ずしも高いものではなかった。かつてターキンは存命中に皇帝に次ぐ帝国第二位の絶対的地位に留まり続け、ベイダーにとっては明確な上位者として君臨していた。ベイダー（アナキン）はかねてジェダイの頃からターキンに優れた軍人としての敬意を表しており、以前は良き友好関係を築いていたのである。デス・スター喪失によるターキンの死はベイダーにとっても大きな痛手であった。ヤヴィンの戦いにおける指揮官の一人であったベイダーは度重なる失態によって皇帝の大きな不興を買っていた。皇帝はデス・スター司令官の中で唯一その脆弱性を指摘していたカシオ・タッグを大将軍（銀河帝国最高司令官）に任命し、ベイダーをその配下に格下げした。
その一方『ローグ・ワン』劇中においてはムスタファ―のベイダーの居城においてはベイダーが浸かっているバクタ・タンクの両脇をインペリアル・ガードの隊員2名が警護のために控えており、これは皇帝以外で彼らを配下に置いていた珍しい例である。また、この居城にはベイダーの従者であるヴァネーが詰めている。さらにベイダーの死後に判明した新事実として『エピソード9』にあたる『スカイウォーカーの夜明け』において居城の一角に銀河系の未知領域に存在する惑星エグゼゴルへの導きとなる存在であり、銀河帝国では2つしか存在しないウェイファインダーの片方が隠されていたのが判明した。なおもう片方のウェイファインダーは皇帝が所持し、第2デス・スターが破壊された後もその残骸の中に残されたままとなっていたのを発見されるがこのウェイファインダーの件を見る限り帝国軍の地位とは別にシスの暗黒卿の師弟としての関係からシス絡みの重要事項については皇帝から信頼を置かれた上で任されていた模様。

## 能力
戦闘能力
オビ＝ワン・ケノービとの決闘で負った重傷と後遺症から皇帝やヨーダをも遥かに凌ぐと予見されていた潜在能力の全てが開花することはなくなってしまったが、シディアスの下で暗黒面の攻撃的なフォースの術技を学んだ事で持ち前のライトセーバーの剣技やスターファイターの操縦技術は依然として高い実力を誇っていた。
その事実からシディアスすらも超える潜在能力を持つとされるルーク・スカイウォーカーという類稀なる才能の若者が現れるまでの長い間、シディアスも新たな弟子に乗り換えることなく自らの腹心として長年に渡り手元に置き続けていた。帝国に対する反乱勢力の中には長年に渡りベイダーを倒せるだけの実力者は現れず、かのオビ＝ワンやヨーダですらも“新たなる希望”となり得るルークが成長するまでは長い隠遁を余儀なくされた。
アンソロジー・シリーズ第1弾『ローグ・ワン/スター・ウォーズ・ストーリー』では大勢の反乱軍兵士を単身で一度に相手取り、フォースでブラスターの銃弾を弾き返したりブラスターを強引に引き寄せて攻撃手段を奪う（ただしこれは「丸腰の敵を倒す」というジェダイとしては禁じられた行為である）などをしつつ、ライトセーバーを振るい瞬く間に多くの兵士を斬り捨てて殺害した。
スピンオフ作品『スター・ウォーズ 反乱者たち』ではジェダイの生き残りケイナン・ジャラスとその弟子エズラ・ブリッジャーが二人がかりでベイダーに挑むも、その圧倒的な実力の前には全く歯が立たなかった。ベイダーの手を逃れて辛くも逃げおおせた後もケイナンは「レベルが違いすぎる」と吐露していた他、同じ元シスの暗黒卿モールも「俺一人で勝てる相手ではない」と述べていた。
ライトセーバー戦では若い頃のスピード重視の戦闘法から、身体のサイボーグ化により大幅に強化された腕力を生かしたパワー重視の戦闘法へと変化している。『エピソード4』でのオビ＝ワンとの再戦では以前とは異なり冷静に戦いを進めて勝利しており、『エピソード5』ではダース・シディアスにも勝る潜在能力を秘めたルークを、彼自身がまだ修行中の身でもあってか序盤はライトセーバーを片手だけで操るほどの余裕を見せるなど終始圧倒した。続く『エピソード6』ではルークが修行を積み大きく成長を遂げたことで両者の実力差はほぼ解消され、互角の勝負を繰り広げた。しかし、戦闘終盤ルークの心をフォースで読むことでレイアの存在を知ることとなり、「もしルークが拒むなら代わりにレイアを暗黒面に堕としてやる」と不用意な発言をした事で激しい怒りによって自らの潜在能力を引き出したルークの猛攻であえなく右腕を斬り落とされ、ついに敗れた。
他には暗黒面のフォースを用いた戦闘も得意とする。フォースで相手の首を締め上げる、あるいは首の骨をへし折る（フォース・チョーク）、フォースで周囲の物体を操り相手にぶつける、フォースでライトセーバーをブーメランの如く投擲するなどといった巧みな攻撃を得意とする。またクラウド・シティでハン・ソロと対峙した際にはソロの放ったブラスターの光弾を掌から放たれたフォース・プッシュ（斥力）で相殺し、さらにはフォース・プル（引力）でブラスターをソロの手元から引き寄せ奪い取るといった芸当を見せた。
『エピソード4』では反乱同盟軍によるデス・スター総攻撃に際して自身の設計した戦闘機「TIEアドバンストX1」に乗り込み自らの戦闘機部隊「ブラック中隊」を率いて反乱軍を迎え撃ち、その卓越した操縦技術で数多くの反乱軍パイロットを撃墜した。『反乱者たち』では反乱軍のフェニックス中隊とその艦隊を自ら操るTIEアドバンストX1単機のみでほぼ壊滅寸前にまで追い詰めた。
死後約30年が経った『エピソード7』に当たる『スター・ウォーズ/フォースの覚醒』の時代でも帝国軍を率いたシスの暗黒卿ダース・ベイダーの圧倒的な戦闘力は語り継がれており、彼を信奉する暗黒面の戦士カイロ・レンは自身が「ダース・ベイダーのように強くはなれないのでは?」という不安を内面に抱えている。
司令官として
皇帝同様にベイダーもまた冷酷非情な司令官として君臨し、部下たちに絶対的な恐怖を植え付けていた。失態を犯した部下に対してはフォース・チョークで容赦なき制裁を下し、速やかに後任を充当させている。このことはベイダーが帝国軍の総司令官に君臨してからは士官の昇格が異常なほど速いペースで行われている要因となっている。ただし、皇帝がじき視察に訪れるにもかかわらず、第二デス・スター建造工事の遅延に対する言い訳や増員の要求ばかりをする現地司令官に向かって「皇帝にそう申し上げろ」と言い渡し、司令官が要員のシフトを増設すると答えると「それが正しい判断だ。皇帝陛下は私のように寛大ではない」と告げるなど、一応皇帝と比べればある程度の寛容さはあったようである。
また、かつてクローン大戦でジェダイ将軍として活躍した経験を生かし、帝国軍の総司令官でありながら自ら進んで最前線に立つことも多い。またダークサイドを用いる事で冷徹な判断を下せるようになったことから戦略・戦術的にも一層優れた才能を発揮しており、先述の一切の政治的束縛を受けない特権を受けてからはポテンシャルがさらに高まった。
先見の明に優れた聡明さも兼ね備えており、誰もがデス・スターの絶対的優位を確信していた中で「人間が作るものに完璧はない」「惑星を一撃で破壊する力もフォースの前には取るに足らん」などと看破していた（映画の結末を見ても分かるように劇中で実際にデス・スターは破壊され、ベイダーが正しいこととなった）。
またルークを誘き寄せるための謀略や仲間への拷問、囚人に対する自白剤を用いた尋問には手を染めるがライトセーバーにおける決闘では正々堂々と戦っている。
弱点
戦闘能力は高く、司令官をこなせるだけの知能や洞察力を十分に有するベイダーではあるがそれでも人間誰しもに言えることではあるが完全無欠というわけではない。例えばベイダーは最愛の妻パドメを喪うも彼女が宿していた自身の血を分けた子についてはパドメ共々死亡したと思い込んでおり、結果としてルークとレイアの存在については当初は認識していなかった。これはパドメの死を伝えた皇帝でさえも彼女が死の直前にルークとレイアを出産したことを察していなかったのに加え、双子の存在を知るオビ＝ワンやヨーダらがその存在を隠蔽したことが大きい。
なおルークはベイダー自身の生まれ故郷であるタトゥイーンで自身の義兄弟であるラーズ夫妻によって育てられるも「スカイウォーカー」の姓を名乗っていたため、『帝国の逆襲』の時点では気付いていたが『新たなる希望』のヤヴィンの戦いでルークが搭乗するXウイングとの交戦時においては「良いフォースの資質を持っている」と察するのみで息子である事には気づいていなかった。一方レイアはベイルとプレハの養女となって「オーガナ」の姓を名乗ったことでルーク以上にベイダーとの親子関係が分かりにくくなっており、『新たなる希望』で自らが乗っていたタンティヴIVが拿捕されて自身も捕まえられるがベイダーは彼女と直接対面するも娘であることに全く気付かずにデス・スターの設計図の在り処を突き止めるべく拷問を行った（ただしベイダーは自らは拷問は行わず、これに特化したIT-0尋問ドロイドを用いている）。その後もベイダーはレイアとの関係に気付かず、先述の通り『ジェダイの帰還』におけるルークとの戦いの中でようやく気付くに至る。

## レジェンズ
2012年のウォルト・ディズニー・カンパニーによる『スター・ウォーズ』シリーズの制作会社ルーカスフィルムの買収に伴い、それ以前に展開していたスピンオフ（外伝）作品は「レジェンズ（非正史）」として分別されることになった。以下は、それら「レジェンズ」に属するスピンオフ作品での設定を挙げる。
- 娘レイア・オーガナの前に霊体として現われ、惑星オルデランを破壊した自らの非を詫びたり、復活したパルパティーンによってルークがフォースの暗黒面に魅了されそうになる危機を伝えるために現われたりという描写がある。またスローン大提督の前に新共和国軍が勝利を収めたのは、レイアが彼の娘であり、合わせて彼女がノーグリの信頼を勝ち得たためである。
- 『エピソード3』の直後を描いたスピンオフ『暗黒卿ダース・ヴェイダー』の設定では、全身の機械化には、グリーヴァス将軍に使用された技術をさらに発展させたものが利用されている。機械化手術直後の初期の装甲服には欠陥や日常生活上の問題が多く、ベイダーは「これではとても生きているとは言えない」と嘆いた。その後ベイダーは自身の機械工学の才能を生かして、自ら装甲服の改良を重ねていったとされる。
- 装甲服の素材は宇宙船の船体にも使用されるデュラスチールであり、強靱な上にTIEファイター用のフライトスーツと同様の簡易宇宙服としての機能も有する。義手はフォースを用いずとも、成人男性を片手で持ち上げ、そのまま首の骨をへし折るほどの強力な腕力を誇る。ライトセーバー戦では主にフォーム5「シエン」を用いる。ただし、ジェダイ時代に最も得意としていたシエンの派生型「ドジェム・ソ」は使えなくなったとされる。これはドジェム・ソが圧倒的なスピードと、両腕の関節の可動性を最大限に活かしたフォームであるのに対して、ベイダーは両手両足が義肢となったことでその双方が失われたため、現在の身体の利点を生かした戦闘方法に変更したとされる。
- ただし、決して他のフォームが使えないわけではなく、状況によってはフォーム4「アタール」のような軽快な動きも可能である。『エピソード5』と『エピソード6』の間を描いたスピンオフ作品『シャドウズ・オブ・ジ・エンパイア［帝国の影］』では、何パターンもの剣術をプログラムされた、特注のグラディエーター・ドロイドを相手に訓練を行っている。
- 『エピソード4』の裏側を描いたスピンオフ『デス・スター』によると、TIEファイターでの模擬戦で、当時帝国軍で最高といわれたパイロットと対決し、TIEファイターの戦術コンピューターを使うことなく、フォースによる空間把握と未来予知とを駆使して完全に圧倒した。その伝説的な技術は尊敬とともに畏怖の対象であり、「ベイダーと戦うことになったら、自分で死ぬ時を選べる分だけ自爆した方がマシ」とも噂されるほどである。
- 『スター・ウォーズ マスターズ・オブ・テラス・カシ』など一部ゲームや、スピンオフ作品ではフォースを増強する「伝説のカイバー・クリスタル」の影響下にある時には「フォース・ライトニング」も使用する。

## キャラクター制作
名前は「ダーク・ファーザー」のもじりで、ルーカス自身の父親との確執が反映されたキャラクターなどとされている（別説あり）。実際オランダ語では、父親のことを「vader（ファーダー）」と言う。

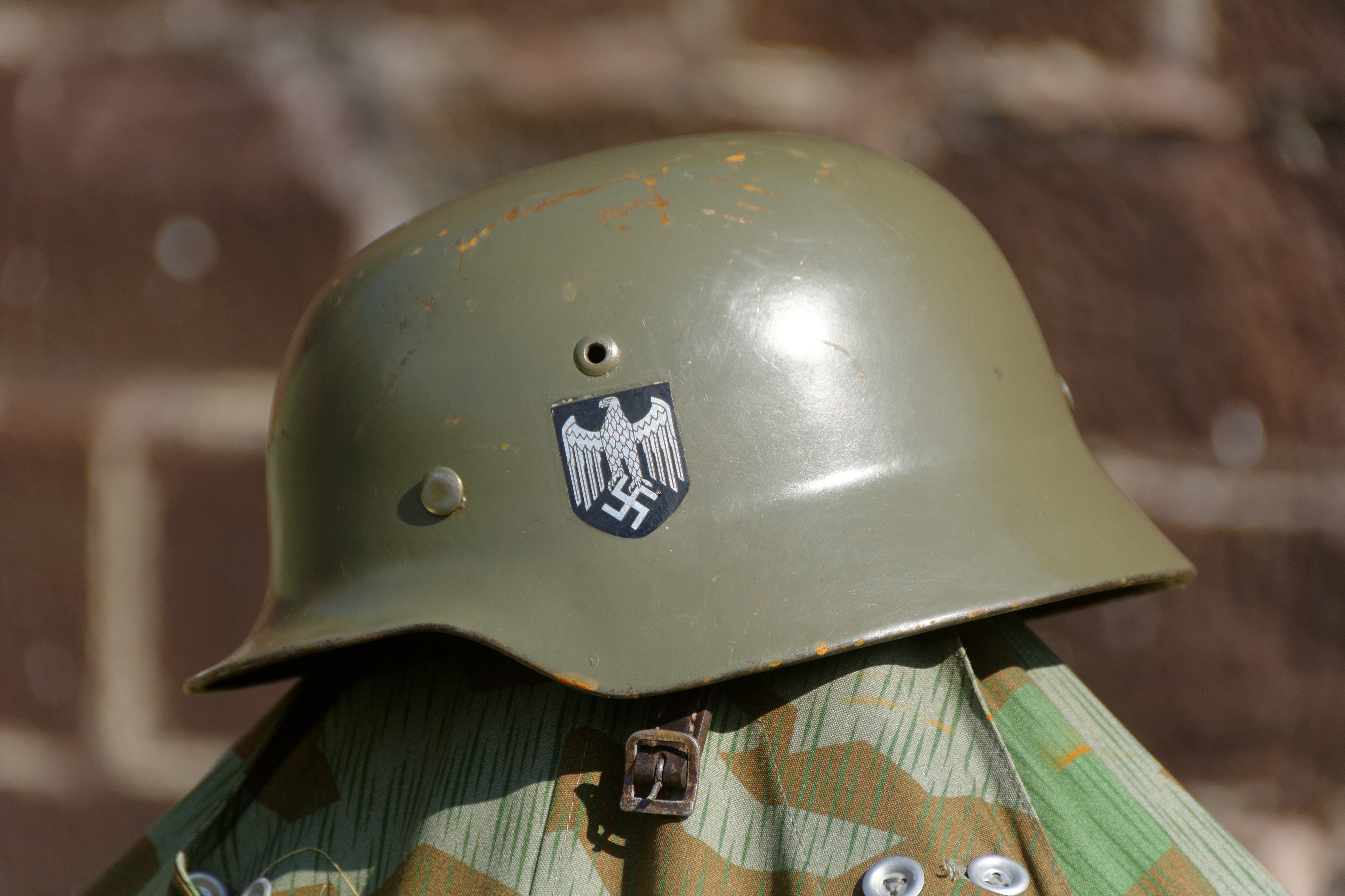
ナチスのフリッツヘルメット

また、身に着けているヘルメット、マスク、装甲服、マントは、いずれもフォースの暗黒面を象徴しているかのように黒い。頭を全て覆うヘルメットおよびマスクは、仙台市博物館の館長だった濱田直嗣によれば仙台市博物館所蔵の「黒漆五枚胴具足 伊達政宗所用」の兜を参考にしているというが、ナラティヴ・アートのルーカス博物館の館長のレイラ・フレンチによれば、ジョン・モロが役者をロンドンのコスチュームショップに連れて行き、そこで黒いオートバイ・スーツと黒いマントを見つけ、それに第一次世界大戦中のドイツ軍のガスマスクとナチスのフリッツヘルメット（シュタールヘルム）をモデルにしたヘルメットを追加したものであるという。R2-D2やC-3POなども担当したラルフ・マクウォーリーによってデザインされた。
マクウォーリーは「ダース・ベイダーは、顔を黒い絹布のようなもので隠して、日本の武士のような兜を被るようにしたらどうか、とジョージ・ルーカスが言ったんだ。だが、『スター・ウォーズ』のダース・ベイダーが最初に登場するシーンで、ストームトルーパーは宇宙服を着ているのに彼は着ていないという問題が残った。ダース・ベイダーは壁に穴を開けて、他の宇宙船に乗り移ることができる。だが、酸素のない宇宙空間では生きていられないはずだ、と私が指摘すると、ジョージが呼吸装置のようなものをつけようと言ったんだ。こうして、ダース・ベイダーが着る装甲服は、鎧兜の特徴と宇宙服の特徴を持っていて、そこに生命維持装置とコミュニケーション装置をつけたものにしようと考えた」と、『スター・ウォーズ・インサイダー』誌のインタビューにコメントしている。
大柄でがっちりとした体型に全身黒ずくめの衣装、傷ついた顔を隠す上に恐ろしさを見せ付けるマスク、不気味な呼吸音で見る者に強烈な印象を残すキャラクターである。またテーマ音楽であるインペリアル・マーチ（帝国のマーチ、ベイダーのテーマ）は映画のテーマ曲と並んで有名。初期の劇中での存在感から、威圧的・高圧的人物や悪の大ボスなどの代名詞とされることも多く、「AFI アメリカ映画100年のヒーローと悪役ベスト100」（2003年）の悪役部門で第3位に選出されている。
「エピソード4 - 6」で使用されたベイダーのマスクは、形状が左右対称ではなく（マスクの口元やヘルメット上部にかなり大きな歪みがある）、マスク部分のシルバーとガンメタルの塗り分けも左右で違うものであった。マスクを制作したブライアン・ミュアーによると、ロボットに見えないよう左右で表情を付けるためにこのようにしたとのことである。作品ごとに新しく製作されていたため、「エピソード4 - 6」3作ごとに微妙にデザインや塗り分け、色味が異なる。『エピソード3』で再登場するにあたり「エピソード4 - 6」のデザインから若干変更があり、片側だけ製作した型をコンピュータによって左右反転コピーするという方法で形状が左右対称になったほか、マスク部分が若干小型化され、シルバーとガンメタルの塗り分けが無くなり黒1色の塗装となっている。『エピソード3』DVDのメイキングでのマスクの製作担当者の発言では、「エピソード4 - 6」のベイダーのマスクとヘルメットが非常に巨大なのは、演じたスーツアクター（デヴィッド・プラウズ）の頭が非常に大きかったためで、ヘイデンの頭のサイズに合わせると同時に、生まれたばかりのベイダーの若さをイメージしたとのこと。また、『エピソード4』の直前を描く『ローグ・ワン/スター・ウォーズ・ストーリー』では、デザインを『エピソード4』のものに合わせ、左右非対称で色分けが左右で異なっているマスクが使用されている。
ヘルメットとマスクを外したベイダーの頭部には大きな刀傷がみられる。この傷はオビ＝ワンとの死闘の際に負ったもので、旧3部作では、この傷が元で生命維持装置が必要になったという設定であった。しかし、その戦いが描かれたエピソード3では、溶岩の熱によって全身を焼かれたために、生命維持装置が必要になったという設定に変更された。溶岩に焼かれている最中に、この傷を負ったことになっている。
ルーカスは、三船敏郎の熱烈なファンであり、オビ＝ワン役のオファーがあったが、三船プロダクションの番組制作出演契約のため断り、それならばと『エピソード6』で「アナキン・スカイウォーカー役では?」と再度依頼があるも、同じく三船プロの運営のため断った。三船敏郎のイメージを残したかったルーカスは、アナキン役のセバスチャン・ショウのメイクをなるべく三船に似せるようにしろと指示した。ケナー社アクションフィギュアの初期パッケージのイラストはショウよりも三船にそっくりであった。このフィギュアはオークションなどで高値で取引されている。

## 演技
顔をマスクで覆っており、身振りと声のみで台詞を表現するキャラクターであるため声は別人がアフレコで演じている。これを利用して、『エピソード5』でルークに自らが父親であることを明かすシーンでは、関係者からのネタバレを防ぐため、スーツアクターには偽物のセリフを与えていたというエピソードがある。試写会で本当のセリフを聞かされたスーツアクターのデビッド・プラウズは偽の台本を渡されていたことに唖然としたという逸話がある。その偽物の台詞とは、『エピソード4』でオビ＝ワンから父親を殺したのはベイダーであると教えられていたルークに対し、反論としてベイダーが「オビ＝ワンこそがお前の父親を殺した犯人だ」と糾弾するというものであり、撮影現場全体がこの偽物のセリフをもとに撮影・演技をしていた。
台詞が偽物であることと本物のセリフを知っていたのは、ルーカスと監督のアービン・カーシュナーとルーク役のマーク・ハミル、そしてアフレコの時に知らされたジェームズ・アール・ジョーンズ（ベイダーの声を担当）のみであったとされており、登場人物では唯一ハミルだけが「お前の父は私だ」という真の台詞を基に演技をしていた。ルーカスと監督から「これからデビッドが台本とは違う台詞をしゃべるが、気にしないで演技を続けてくれ」と言われたそうである。脚本が漏れることを極度に警戒したための措置である。なお、オビ＝ワンは結果的に「父親を殺したのはベイダーである」とルークを騙したことになるが、『エピソード6』にはこのことへのフォローのシーンがある。

## 呼吸音
生命維持装置と連動したマスク（仮面）を通した「シューコー、シューコー」という独特の機械的呼吸音 (Darth Vader's breathing sound) は単独で通用するほど世界に広く知られている。アメリカ国内では2009年5月12日付で音の商標（サウンドマーク）として権利登録された。
米国特許商標庁登録申請日：2008年3月11日、登録日：2009年5月12日。登録権利者：ルーカスフィルム。US登録商標：第3618322号。音の制作方法：スクーバダイビング用レギュレーターによる。音の定義：スクーバタンクのレギュレーターを使って呼吸することで作り出される、周期的で機械的な人間の呼吸音（原文：The mark consists of the sound of rhythmic mechanical human breathing created by breathing through a scuba tank regulator.）。

## 配役
「エピソード4 - 6」を中心に、ダース・ベイダーおよびアナキン・スカイウォーカーを演じた人物を本節に記述する。

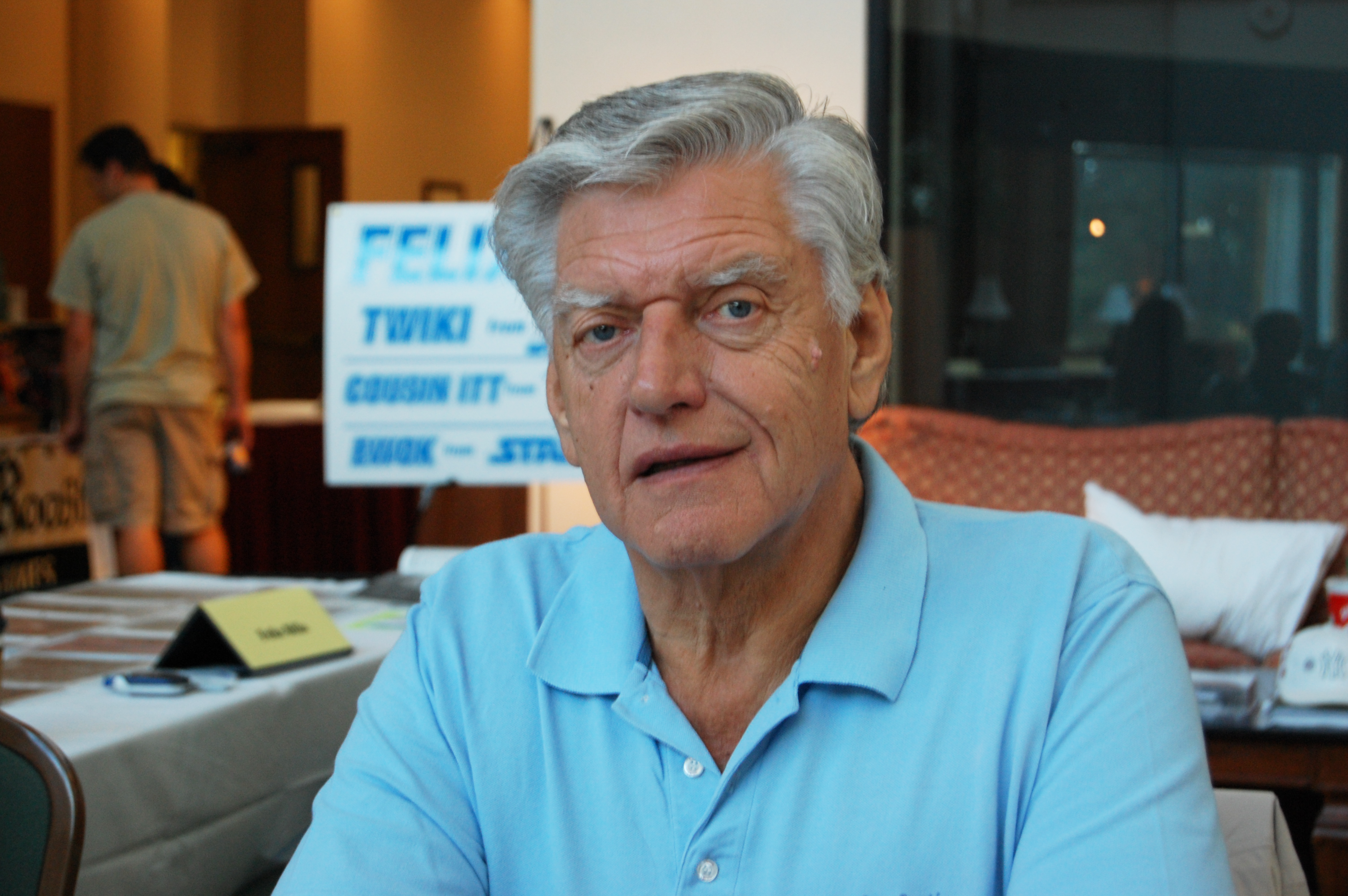
デヴィッド・プラウズ
「エピソード4 - 6」でサイボーグのスーツアクターとして動きを演じたイギリスの俳優。元々ボディビルダーであり、ウエイトリフティングの選手でもあったプラウズは、198cmの長身と並外れた胸板の厚さを持ち、ベイダーの体格を印象付けている。一方で出身地であるブリストル特有の訛りが強く、声を別に用意する必要があった。殺陣が苦手で、『エピソード4』では寸止めが出来ずにライトセーバーのプロップを何本も折ってしまったため、『エピソード5』以降はボブ・アンダーソンがスタントに入った。
オーディションではチューバッカもしくはベイダーのどちらかを演じてほしいと言われ、「チューバッカは暑そう」、「猿は嫌だ」、「悪役の方が印象に残るだろう」といった理由で後者を選んだが、いずれにしろ覆面役であることは知らなかった。
本シリーズ以外でも体格を生かした怪物役が多く、特にフランケンシュタインの役は複数回演じている。一方で、素顔での出演は『時計じかけのオレンジ』以外にほとんど無い。
ジェームズ・アール・ジョーンズ
「エピソード4 - 6」および『エピソード3』で、プラウズに代わりベイダーの声を担当。エピソード4 - 6では当初クレジットに記されていなかったが、『特別篇』にて追加された。また、『反乱者たち』および『ローグ・ワン』、『オビ=ワン・ケノービ』でも声を担当している。
セバスチャン・ショウ
『エピソード6』において息子ルークに素顔を見せるシーン、フォースと一体化しルークを見守るシーンで登場。2004年のDVD版以降、ラストに霊体となってルークを見守るシーンはヘイデンに差し替えられており、マスクを取って素顔を見せるシーンでも、瞳と睫毛がCG合成でヘイデンと同じ色に修正されている。
ヘイデン・クリステンセン
「エピソード2・3」において、サイボーグとなる前のアナキン・スカイウォーカー、およびベイダーを演じる。『エピソード6』のDVD版以降では、ルークを見守るシーンのアナキンの霊体もヘイデンの顔に変更されている。『エピソード9』でも声のみ登場し、レイに言葉を掛けている。ドラマ『オビ＝ワン・ケノービ』ではスーツアクターとして実際にコスチュームを着てベイダーを演じた。
『エピソード3』にてサイボーグのベイダーとなった姿は、負傷前を演じていたヘイデンが引き続き担当。ヘイデンは身長183cmと長身だが、198cmのプラウズが演じていたベイダーとなるには小さく、10cm近い上げ底のブーツを履いている。
ジェイク・ロイド
『エピソード1』において幼少期のアナキンを演じる。ゲーム版でも声優を務めた。
ボブ・アンダーソン
殺陣の苦手なプラウズに代わってアクションシーンを演じたイギリスの元フェンシング選手のスタントマン。俳優としても活動しており、『エピソード5』では端役で出演している。なお、『エピソード4』でもノンクレジットながらアクション指導として参加していた。
マット・ランター
『クローン・ウォーズ』『反乱者たち』にてアナキンの声を担当。
スペンサー・ワイルディング
『ローグ・ワン』で、対話場面でのスーツアクターを務めた。
ダニエル・ナプラス
『ローグ・ワン』で、終盤の剣術シーンでのスーツアクターを務めた。
その他
ゲーム作品では、マット・スローンとスコット・ローレンスが声を担当することが多い。
ポージングなどではピーター・ダイアモンドが、特別編と公式イベントやグッズ写真では C・アンドリュー・ネルソン (C. Andrew Nelson) が演じている。

### 『エピソード6』での配役変更
2004年製作以降の映像ソフトでは死後フォースと一体化し霊体として登場するアナキン・スカイウォーカーの姿がセバスチャン・ショウが演じる姿から『エピソード2』や『エピソード3』に合わせてヘイデン・クリステンセンが演じる姿へ変更になった（頭部のみの挿げ替え）。
この変更は、シスの暗黒卿ダース・ベイダーから、そうなる以前のジェダイの騎士アナキン・スカイウォーカーであった頃の姿へとフォースの暗黒面から帰還したことを、より明確に表現するためと、ダース・ベイダーの年齢が、本作の後年に制作された「エピソード1 - 3」の設定で換算するなら「エピソード4 - 6」では41 - 45歳前後と、撮影当時に想定されていた年齢より大きく若い設定になってしまったことによる。撮影当時の設定でも、アナキンは師匠オビ＝ワン・ケノービの数歳ほど年下の想定であったが、アナキンを演じた際のセバスチャン・ショウの年齢はすでに70歳を越えており、オビ＝ワン役のアレック・ギネスよりも年上であった。また、マスクを脱いだシーンでも、瞳の色がヘイデン・クリステンセンと同じ青色に変えられている。

### 演者・関係者の来日
スターワルツ企画・運営の非公式イベントでは、1999年より、デヴィッド・プラウズ、C・アンドリュー・ネルソン、マット・スローンらが来日し、ベイダーの演じわけを公表したが、記録は一般には発表されていない。ベイダーマスク製作者のブライアン・ミューアーも、2010年に招聘され、左右非対称な仮面は、ジョージ・ルーカスの指示で、ロボットではなく、人間性を暗示するようにデザインされたことが語られた。鼻の部分に当たるへこみは、彼の親指をスタンプしたものである。

## 日本語吹き替え声優
- 大平透

『エピソード4〜6』（ソフト版）、『エピソード3』、『CRフィーバースター・ウォーズ ダース・ベイダー降臨』、『パダワン・メナス』、『エンパイア・ストライクス・アウト』、『ロボットチキン』、『スター・ツアーズ:ザ・アドベンチャーズ・コンティニュー』、NTTドコモのCM、『反乱者たち』（シーズン1）
- 楠大典

『反乱者たち』（シーズン2以降）、『第66回NHK紅白歌合戦』、『ローグ・ワン』、『スカイウォーカーの夜明け』、『オビ＝ワン・ケノービ』
- 浪川大輔

『エピソード3』（サイボーグ化前）、『反乱者たち』（シーズン2 第21話の一部シーンのみ）、『オビ＝ワン・ケノービ』(回想、一部シーンの声)
- 鈴木瑞穂

『エピソード4』（日本テレビ1983年放送版）、『エピソード5～6』（日本テレビ版）
- 坂口芳貞

『エピソード4』（日本テレビ1985年放送版）、『エピソード4 特別篇』（日本テレビ版）
- 石田太郎

『エピソード5』（テレビ朝日版）
- 南原宏治

『エピソード4〜5』（劇場公開版）
- 大友龍三郎

『ギャラクティック・バトルグラウンド』
- 銀河万丈

『ローグ スコードロン II』、『ローグ スコードロン III』
- 土師孝也

『ヨーダ・クロニクル』、『フィニアスとファーブ/スター・ウォーズ大作戦』、『ドロイド・テイルズ』、『フリーメーカーの冒険』、『LEGO スター・ウォーズ/ホリデー・スペシャル』、『LEGO スター・ウォーズ/恐怖のハロウィーン』、特茶のCM、『LEGO スター・ウォーズ/サマー・バケーション』、『LEGO スター・ウォーズ/リビルド・ザ・ギャラクシー』
- 中村浩太郎

『レゴ スター・ウォーズ/フォースの覚醒』、『バトルフロント』、『フォールン・オーダー』、『レゴ スカイウォーカー・サーガ』

## 他のメディア

### ゲーム
- フォートナイト - チャプター3シーズン3のバトルパスにて入手可能キャラクターとして登場[18]。